# Comuna de Drawsko
Drawsko (polaco: Gmina Drawsko) é uma gminy (comuna) na Polónia, na voivodia de Grande Polónia e no condado de Czarnkowsko-trzcianecki. A sede do condado é a cidade de Drawsko.
De acordo com os censos de 2004, a comuna tem 5940 habitantes, com uma densidade 36,5 hab/km².

## Área
Estende-se por uma área de 162,95 km², incluindo:
- área agricola: 31%
- área florestal: 61%

## Demografia
Dados de 30 de Junho 2004:
|                      | Total   | Total | Mulheres | Mulheres | Homens  | Homens |
| -------------------- | ------- | ----- | -------- | -------- | ------- | ------ |
|                      | pessoas | %     | pessoas  | %        | pessoas | %      |
| População            | 5940    | 100   | 2953     | 49,7     | 2987    | 50,3   |
| Densidade (pop./km²) | 36,5    | 100   | 18,1     | 18,1     | 18,3    | 18,3   |

De acordo com dados de 2002, o rendimento médio per capita ascendia a 1238,65 zł.

## Subdivisões
- Chełst, Drawsko, Drawski Młyn, Kawczyn, Kamiennik, Kwiejce, Nowe Kwiejce, Marylin, Moczydła, Pełcza, Pęckowo, Piłka.

## Comunas vizinhas
- Drezdenko, Krzyż Wielkopolski, Sieraków, Wieleń, Wronki